# Meteora (album)
Meteora je druhé studiové album americké nu metalové skupiny Linkin Park a bylo vydáno 25. března 2003. Následovalo po Reanimation (remixové album) a skvělé prodávaném debutovém CD Hybrid Theory. Meteora se celkově umístila v hitparádách na lepších pozicích než předešlé Hybrid Theory a první týden se prodalo již 810 000 kusů této desky. Album se stalo ve Spojených státech 4x platinové a celosvětové prodeje činí úctyhodných 16 milionů. Jedná se tedy o třetí nejlépe prodávané CD v Americe roku 2003.
Meteora obsahuje šest singlů s názvem Somewhere I Belong, Faint, Lying From You, From the Inside, Breaking the Habit, Numb a kromě Lying from You má každá píseň své oficiální video. Singly byly velice úspěšné a celkově je album co do písní stále nejúspěšnější v americké hitparádě Modern Rock Tracks.

## Seznam skladeb
Texty napsal(i) Linkin Park.
| Pořadí         | Název              | Délka |
| -------------- | ------------------ | ----- |
| 1.             | Foreword           | 0:13  |
| 2.             | Don't Stay         | 3:07  |
| 3.             | Somewhere I Belong | 3:33  |
| 4.             | Lying from You     | 2:55  |
| 5.             | Hit the Floor      | 2:44  |
| 6.             | Easier to Run      | 3:24  |
| 7.             | Faint              | 2:42  |
| 8.             | Figure.09          | 3:17  |
| 9.             | Breaking the Habit | 3:16  |
| 10.            | From the Inside    | 2:55  |
| 11.            | Nobody's Listening | 2:58  |
| 12.            | Session            | 2:24  |
| 13.            | Numb               | 3:07  |
| Celková délka: | Celková délka:     | 36:43 |

| iTunes and Korean tour edition bonus tracks | iTunes and Korean tour edition bonus tracks     | iTunes and Korean tour edition bonus tracks |
| Pořadí                                      | Název                                           | Délka                                       |
| ------------------------------------------- | ----------------------------------------------- | ------------------------------------------- |
| 14.                                         | Lying from You (Live LP Underground Tour 2003)  | 3:04                                        |
| 15.                                         | From the Inside (Live LP Underground Tour 2003) | 2:55                                        |
| 16.                                         | Easier to Run (Live LP Underground Tour 2003)   | 3:22                                        |
| Celková délka:                              | Celková délka:                                  | 45:53                                       |

| Tour Edition video disc track listing | Tour Edition video disc track listing | Tour Edition video disc track listing |
| Pořadí                                | Název                                 | Délka                                 |
| ------------------------------------- | ------------------------------------- | ------------------------------------- |
| 1.                                    | Somewhere I Belong                    | 3:44                                  |
| 2.                                    | Faint                                 | 2:56                                  |
| 3.                                    | Numb                                  | 3:06                                  |
| 4.                                    | Breaking The Habit                    | 3:18                                  |

## Umístění
| Rok  | Hitparáda      | Pozice |
| ---- | -------------- | ------ |
| 2003 | USA            | 1      |
| 2003 | Kanada         | 2      |
| 2003 | Velká Británie | 1      |
| 2003 | Německo        | 1      |
| 2003 | Itálie         | 1      |
| 2003 | Polsko         | 3      |

## Obsazení

### Linkin Park
- Chester Bennington - vokály
- Rob Bourdon - Bicí
- Brad Delson - sólová kytara
- Joe Hahn - Mixážní pult, samplování, klávesy, vokály v pozadí
- Phoenix - Basová kytara, vokály v pozadí
- Mike Shinoda - Rap, rytmická kytara, klávesy